# Гимн Республики Коми
Государственный гимн Республики Коми (коми Коми Республикаса кып) — наряду с флагом и гербом является официальным государственным символом Республики Коми. Утверждён Законом Республики Коми от 6 июня 1994 года №XII-20/5 «О Государственном гимне Республики Коми». Исполняется на двух языках — коми и русском.
Действующим государственным гимном Республики Коми является мелодия, основанная на песне Виктора Савина «Варыш поз» («Соколиное гнездо») в обработке председателя Союза композиторов республики Коми Михаила Герцмана, в редакции В. Тимина на коми языке, в редакции А. Шергиной, А. Суворова на русском языке.

## История
В современной истории Республика Коми имеет один герб и один флаг, еще в современной истории  у нее появился гимн. Дело в том, что по правилам, в СССР гимн был один для всех. Союзные республики имели право на свои гимны. Но до 1990 года, не смотря на 182 статью Конституции РСФСР 1978 года, по которой «Государственный гимн Российской Советской Федеративной Социалистической Республики утверждается Президиумом Верховного Совета РСФСР», у непосредственно России отдельного гимна не было, поэтому и у автономных республик в составе РСФСР их тоже не было. Все изменилось после распада СССР и обретением Республики Коми своего статуса.
Гимн республики Коми, как государственный символ республики, принят совместно с флагом и гербом на XX сессии Верховного Совета Республики Коми 12-го созыва 6 июня 1994 года. Председатель Комитета возрождения коми народа В. П. Марков так описывал предысторию создания гимна: 

Начало работы съезда было неожиданным для делегатов. Среди активистов национального движения было много разговоров о символах республики, необходимости принятия новой Конституции, герба и гимна. Художественный руководитель музыкального театра И. П. Бобракова, болеющая всем сердцем за свой народ, предложила за пару недель до съезда подготовить к исполнению, а затем и исполнить силами артистов театра песню Виктора Савина «Варыш поз» («Соколиное гнездо»), которая, по мнению ряда активистов, могла бы стать гимном республики. Спустя некоторое время именно мелодия песни Виктора Савина «Варыш поз» стала победителем конкурса разработки проекта гимна республики.— 
Действующий текст гимна выбирался на конкурсной основе в 2005—2006 годах, от участников требовалась новая, интересная и точная редакция песни В. Савина «Варыш поз» на двух республиканских государственных языках: коми и русском. В результате на языке коми выбрана работа Владимира Тимина, а на русском языке Александры Шергиной, но при записи гимна фраза в её тексте «Верим мы, твоя судьба» оказалась неудобной для исполнителей, поэтому в рабочем порядке изменена на «коми край», таким образом став копией строчки текста другого участника — Александра Суворова. В дальнейшем признано соавторство текста на русском языке А. Шергиной и А. Суворова, гимн принят Государственным Советом Республики Коми 22 июня 2006 года.
Новый вариант гимна на обоих языках впервые исполнен 22 июня 2006 года Государственным ансамблем песни и танца им. В.Морозова «Асъя кыа» на V заседании восьмой сессии Государственного Совета Республики Коми третьего созыва.

## Правила исполнения
Согласно Закону «О Государственном гимне Республики Коми» он может исполняться в оркестровом, хоровом, оркестрово-хоровом либо ином вокальном, инструментальном исполнении. Определены случаи исполнения гимна, как например при вступлении в должность Главы Республики Коми или Председателя Государственного Совета Республики Коми, при этом гимн исполняется после Государственного гимна Российской Федерации. При публичном исполнении Государственного гимна Республики Коми присутствующие выслушивают его стоя, мужчины — без головных уборов. В случае, если исполнение Государственного гимна Республики Коми сопровождается поднятием Государственного флага Республики Коми, присутствующие поворачиваются к нему лицом. Не допускается искажение музыкальной редакции, текста гимна Республики Коми, приведенных в приложениях Закону «О Государственном гимне Республики Коми».

## Текст гимна
| Ылын-ылын Войвылын Джуджыд парма сулалӧ. Парма шӧрын варыш поз Кыпыд горӧн шыалӧ. Лэбзьӧй, повтӧм варышъяс, Вына бордъяс шеныштлӧй, Веськыд туйӧд нуӧдӧй, Коми мусö югдӧдӧй! | Север, наш родимый край, Глубоки твои снега, Холодны твои ветра, Высока твоя тайга! Нас несут через века Соколиные крыла. Коми край, твоя судьба Благодатна и светла! | Далеко-далеко на севере Стоит высокая тайга. Среди тайги соколиное гнездо Раздаёт радостные звуки. Летите, бесстрашные соколы, Машите могучими крыльями, Ведите прямыми путями, Освещайте Коми землю! |

## Комментарии
1. ↑  Третий съезд коми народа, декабрь 1993 года Кузиванова, 2012